# سوانبورن
سوانبورن (به انگلیسی: Swanbourne) یک روستا و محله مدنی در بریتانیا است که در الزبری ول واقع شده‌است. سوانبورن ۴۳۷ نفر جمعیت دارد.